# Anodontophorus tuvensis
 (octobre 2019).
Genre
Synonymes
- Anodontophora Pomorski, 2007 nec Cossmann, 1897

Espèce
Synonymes
- Anodontophora tuvensis Pomorski, 2007

Anodontophorus tuvensis, unique représentant du genre Anodontophorus, est une espèce de collemboles de la famille des Onychiuridae.

## Distribution
Cette espèce est endémique de Touva en Russie.

## Description
Le mâle holotype mesure 1,5 mm.

## Étymologie
Son nom d'espèce, composé de tuv[a] et du suffixe latin -ensis, « qui vit dans, qui habite », lui a été donné en référence au lieu de sa découverte, la Touva.

## Publications originales
- Pomorski, 2007 : Anodontophorus n. nov., a new name for Anodontophora Pomorski, 2007, not Anodontophora Cossmann, 1897. Zootaxa, no 1527, p. 66.
- Pomorski, 2007 : Anodontophora tuvensis gen. nov. et sp. nov. (Collembola: Onychiuridae: Tetrodontophorinae). Zootaxa, no 1521, p. 63-66.